# Ashley Jones

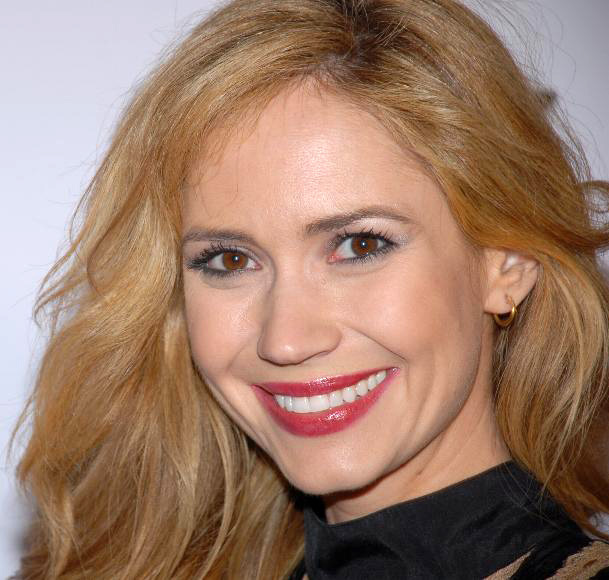
Ashley Jones.

Ashley Jones (Memphis (Tennessee), 3 september 1976) is een Amerikaanse soapactrice.
Jones werd bekend door de soap The Young and the Restless als Megan Dennison Viscardi, ze speelde de rol van 1997 tot 2000. Ze kreeg 2 Emmy Award-nominaties voor de rol.
Sinds 2004 speelt ze Bridget Forrester in The Bold and the Beautiful.

## Persoonlijk
Jones is geboren in Memphis en groeide op in Houston. Jones zat op een school voor podiumkunsten en beeldende kunst. Jones heeft op Pepperdine-universiteit Malibu, Californië gezeten en is geslaagd, ze studeerde ook in Malibu en Florence (Italië). Ashley Jones was tot 2009 getrouwd met Noah Nelson, zoon van Craig T. Nelson.

## Televisie
- The Bold and the Beautiful (december 2004-heden) - Dr. Bridget Forrester
- The Young and the Restless (1998 - 2000; 2001) - Megan Dennison Viscardi
- Dr. Quinn, Medicine Woman (1993) - Ingrid
- She Fought Alone (1995) - Susan
- Strong Medicine (2000) - Shelly Lane
- The District (2001) - Dana Rayburn
- Old School (2003) - Tracy
- Without a Trace (2004) - Trista Bowden
- Crossing Jordan (2004) - Beth Flaherty
- CSI: NY (2007) - Kennedy Gable
- True Blood (2009) - Daphne Landry
- Flash Forward (2009) - Camille
- The Mentalist (2009) - Sandrine Geber
- Criminal Minds (2014) - Kate Hoffer